# G-majeur
G-majeur, G grote terts of G-groot (afkorting: G) is een toonsoort met als grondtoon g.

## Toonladder
De voortekening telt één kruis: fis. Het is de relatieve toonaard van e-mineur.

## Bekende werken in G-majeur
- Das wohltemperierte Klavier (prelude en fuga nr. 15) - Johann Sebastian Bach
- Cello Suite I - Johann Sebastian Bach
- Twaalf van de 104 symfonieën van Joseph Haydn: 3, 8, 18, 23, 27, 47, 54, 81, 88, 92, 94 (Paukenslag) en 100
- Strijkkwartet nr. 2 (1799) - Ludwig van Beethoven
- Pianoconcert nr. 4 (1806) - Ludwig van Beethoven
- Pianoconcert nr. 2 (1879-1880) - Pjotr Iljitsj Tsjaikovski
- Concerto pour Piano et Orchestre (1932) - Maurice Ravel
- Symfonie nr. 4 (1899-1900) - Gustav Mahler
- You've Got to Hide Your Love Away (1965) - The Beatles
- Knockin' on Heaven's Door (1973) - Bob Dylan